# Singapore i olympiska vinterspelen 2018
Singapore deltog i de olympiska vinterspelen 2018 i Pyeongchang, Sydkorea, med en trupp på en atlet (en kvinna) fördelat på en sport.
Vid invigningsceremonin bars Singapores flagga av short track-åkaren Cheyenne Goh.